# Brunstatt
Brunstatt korábbi község Franciaországban, Haut-Rhin megyében. Lakosainak száma 6405 fő (2018. január 1.). Brunstatt Mulhouse, Hochstatt, Flaxlanden és Bruebach községekkel határos.
2016. január 1-jén Didenheim korábbi községgel egyesült és az így létrejött Brunstatt-Didenheim új község része lett.

## Népesség
A település népességének változása:
| Lakosok száma | 4024 | 4424 | 5047 | 5160 | 5536 | 6164 | 6209 | 8058 | 6325 | 6405 |
|               | 1962 | 1968 | 1975 | 1990 | 1999 | 2008 | 2013 | 2016 | 2017 | 2018 |